# Skorpioner
 Skorpioner  er leddyr og hører til spindlerne sammen med bl.a. edderkopper, mejere og mider. 
Skorpioner kan kendes på deres hale, hvor der i enden sidder en giftbrod som kan bruges til forsvar og nedlæggelse af bytte, samt deres kraftige klosakse, som de bruger til at fastholde, knuse og flænse byttet. Størrelsen af klosaksene er meget forskellig fra art til art. Der er dog en tommelfingerregel der siger, at jo giftigere en skorpion er, desto mindre er klosaksene, da skorpioner med svagere gift i stedet bruger deres større klosakse til at knuse og flænse byttet.
Skorpioner har en meget varierende livslængde – op til 25 år.

## Sanseapparat
Skorpioner har et helt særligt sanseapparat – et par fjerlignende sanseorganer, der sidder på undersiden. De rører underlaget og kan opfange kemiske signaler fra omgivelserne. Skorpionen har desuden fine børstehår på benene som den bruger til at mærke vibrationer i luften og på jorden. På den måde kan den mærke, hvor der er et bytte. De fleste skorpioner har tre-seks par simple øjne, der ikke er billeddannende.

## Reproduktion
Skorpioner føder levende unger som bliver båret på moderens ryg i 3-4 uger. Hannen har intet med pasningen af unger at gøre. De kan få fra 3 til over hundrede i et kuld.
Reproduktionen finder sted ved at en spermatofor overføres fra hannen til hunnen. Skorpioner har komplekse kurtiserings- og parringsritualer.
Hannen tager fat i hunnen klosakse med sine egne. Så "danser" de – det der sker er at hannen fører hunnen for at finde et godt sted at placere sin spermatofor. Når han har sat sin spermatofor fast på underlaget, fører han hunnen henover den, så hun kan blive befrugtet. Parringen kan tage indtil et helt døgn.
For hannens del kan parringen indebære en ikke helt lille risiko for at blive dræbt af sin kvindelige partner. 

## Skorpionens gift
Alle skorpion-arter har gift. De bruger den til at dræbe eller lamme deres bytte. Langt de fleste skorpioner er ufarlige for mennesker; deres stik giver kun lokale virkninger, såsom smerte eller hævelser. Men nogle skorpioner, særligt i familien Buthidae, er så giftige at de kan dræbe et menneske. Skorpioner er dog ikke aggressive, de stikker kun når de bliver klemt eller trængt.

## Klassifikation
Klasse: Scorpionida
- Orden: Scorpiones
  - Underorden: Neoscorpionina
    - Infraorden: Orthosterni
      - Overfamilie: Buthoidea
        - Familie: Chaerilidae
        - Familie: Buthidae

      - Overfamilie: Chactoidea
        - Familie: Chactidae
        - Familie: Euscorpiidae
        - Familie: Scorpiopsidae

      - Overfamilie: Scorpionoidea
        - Familie: Bothriuridae
        - Familie: Ischnuridae
        - Familie: Urodacidae
        - Familie: Scorpionidae
        - Familie: Diplocentridae

      - Overfamilie: Vaejovoidea
        - Familie: Vaejovidae
        - Familie: Superstitionidae
        - Familie: Iuridae